# 9423 Абт
9423 Абт (1996 AT7, 1974 DU, 1981 US15, 1983 CK8, 1990 VH15, 1992 DP2, 9423 Abt) — астероїд головного поясу, відкритий 12 січня 1996 року.
Тіссеранів параметр щодо Юпітера — 3,347.